# Lajos Iván
Lajos Iván (Pécs, 1906. február 3. – Tartaul, Szovjetunió (ma: Krasznaja Poljana, Setszk járás, Kazahsztán), 1949. szeptember 10.) politikai író.

## Életrajza
Lajos Ferenc (1879–1958) komáromi születésű tanár és a nagyszécsényi származású Beke Lina (1880–1961) gyermekeként született. Bátyja Lajos László (1904–1975) szülész-nőgyógyász, egyetemi tanár.
Középiskoláit és jogi tanulmányait szülővárosában végezte. 1924-ben a pécsi főreálban érettségizett. Öt évvel később az Erzsébet Tudományegyetemen őt avatták fel elsőként "sub auspiciis gubernatoris" kitüntetéssel jogi doktorrá. 1935-ben tanügyi fogalmazógyakornok, később fogalmazó lett. Tanulmányai jellemzően a 20. század közép-európai kérdéseihez kapcsolódtak. Beállítottsága erősen monarchikus, ellensége volt a fasizmusnak. 1939-ben Pécsett jelentette meg nagy feltűnést keltő, s a hatóságok által elkobzott Németország háborús esélyei a német szakirodalom tükrében című, később általánosan a „szürke könyv”-ként emlegetett munkáját, amelyben bebizonyította, hogy a küszöbön álló második világháború óhatatlanul Németország vereségével fog végződni. A munkát számos európai nyelvre lefordították. 
1944-ben Mauthausenbe hurcolták, ahonnan 1945 nyarán tért haza. Kinevezték a Közoktatásügyi Minisztérium osztálytanácsosává, 1946. június 17-én hivatalosan eltűnt. 1949. szeptember 10-én hunyt el a Karlag (Karagandai láger) nevű szovjet-kazah büntetőtáborban, Tartaulban (ma: Krasznaja Poljana, Setszk járás).

## Művei
- Ausztria-Magyarország különbéke kísérletei a világháborúban (Pécs, 1926)
- Az olasz nő legendája (Pécs, 1927)
- A restaurációs kísérletek külpolitikája (Pécs, 1930)
- A horvát kérdés (Pécs, 1932)
- IV. Károly élete és politikája (Pécs, 1935)
- Tanulmányok a világháború diplomáciájából (Pécs, 1938)
- Szót kérek! A „Szürke könyv” mérlege (röpirat, 1945)